# Ting Huan
Ting Huan was een Chinees uitvinder die rond het jaar 150 geboren werd en leefde in Chang'an tijdens de Han-dynastie.
Ting Huan was een vaardig handwerkman, die prachtige lampen maakte, gedecoreerd met draken, feniksen, hibiscus en lotusbloemen. Ook gebruikte hij de cardan-ophanging om wierookbranders altijd horizontaal te laten staan. Verder maakte hij een brander met negen etages, gegraveerd met fabeldieren. Deze konden door de warmte van de brander uit zichzelf ronddraaien. Hij maakte ook een ventilator voor in huis, die zo goed werkte dat volgens de overlevering "iedereen in huis bibberde van de kou".
Rond 180 maakte hij een door een wierookbrander aangedreven zoötroop, waarmee schijnbaar bewegende beelden konden worden getoond. Deze werd (vertaald) de 'pijp die fantasieën laat verschijnen' genoemd.

## Wellicht niet de eerste
Er zijn aanwijzingen dat een andere uitvinder, Fang Feng genaamd, al rond 140 v. Chr een zoötroop zou hebben gebouwd, maar daarvan zijn geen beschrijvingen overgebleven. Er is zelfs al sprake van gelijksoortige apparaten in 207 v.Chr.